# Ласло Кубала
Ласло Кубала (мађ. László Kubala; Будимпешта, 10. јун 1927 — Барселона, 17. мај 2002) је био мађарски и словачки професионални фудбалер који је имао и шпанско држављанство. Играо је као нападач за Ференцварош, Слован из Братиславе, Барселону и Еспањол, између осталих клубова. Сматран једним од најбољих играча у историји, Кубала се сматра херојем Барселоне. Мађарски држављанин по рођењу, такође је имао чехословачко и шпанско држављанство и играо је за репрезентације све три земље.
Кубала је био познат по свом брзом и вештом дриблингу, сабраној и снажној завршници и прецизности из слободних удараца. Током 1950-их, био је водећи члан успешног тима Барселоне, постигао је 280 голова у 345 наступа (укључујући и незваничне). Током прославе стогодишњице клуба 1999. године, анкета навијача прогласила је Кубалу најбољим играчем који је икада играо за шпански клуб. Након што се пензионисао као играч, радио је два пута као тренер Барселоне, а такође је тренирао и сениорску репрезентацију Шпаније и олимпијски тим.
Кубала је рођен у Будимпешти, као и његови родитељи, који су потицали из мешовитих корена. Његова мајка Ана Стеч, радница у фабрици, имала је пољске, словачке и мађарске корене, док је његов отац, Пал Кубала Курјас, зидар, припадао словачкој мањини у Мађарској. Кубала је себе описао као „космополиту“.

## Фудбалска каријера
Своју фудбалску каријеру је започео као јуниорски играч у Ганз ТЕ, фабричком тиму који је играо у мађарској трећој лиги. Са 11 година је играо у тимовима са другим играчима који су били три до пет година старији. Са 18 година потписао је за Ференцвароши где је био саиграч са Шандором Кочишем. Године 1946. Кубала се преселио у Чехословачку и придружио се Словану из Братиславе. Године 1947. оженио се Аном Виолом Даучиковом, сестром чехословачког националног селектора Фердинанда Даучика. Године 1948, Кубала се вратио у Мађарску и придружио се Вашашу.
У јануару 1949, пошто је Мађарска окупирана од стране Совјетског Савеза и постала комунистичка држава сателит, Кубала је побегао из земље у задњем делу камиона. Прво је стигао у зону Сједињених Држава у Аустрији коју су окупирали савезници, а затим је прешао у Италију, где је кратко играо за Про Патрију. У мају 1949. такође је пристао да игра за Торино на утакмици против Бенфике, али се повукао након што му се син разболео. На повратку из Лисабона авион, који је превозио тим из Торина, се срушио на брда Суперга, при чему су погинуле све 31 особе у авиону.
У међувремену, Мађарска фудбалска федерација оптужила је Кубалу за кршење уговора, напуштање земље без дозволе и неслужење војног рока. ФИФА их је подржала и увела једногодишњу међународну забрану за Кубалу. У јануару 1950. Кубала је, са Фердинандом Даучиком као тренером, формирао свој тим, „Хунгарију”, коју су чиниле колеге избеглице које су бежале из источне Европе. У лето 1950, тим је стигао у Шпанију да одигра серију пријатељских утакмица против селекција Мадрида XI, Шпаније XI и Еспањола. Такође су одиграли пријатељску утакмицу против легендарних Милионариоса које је водио Алфредо Ди Стефано.
Током ових утакмица, Кубалу су приметили и Реал Мадрид и Жозе Самитијер, тада главни скаут арселоне. Кубали је понудио уговор од Реала, али га је Самитиер убедио да потпише за Барселону. Самитиер је користио своје везе у влади Франциска Франка да помогне у организовању трансфера. Франкова влада је желела да искористи Кубалин статус избеглице из једне од сателитских земаља СССР-а како би ојачала валидност режима, чиме је помогла Кубали да добије шпанско држављанство без одлагања.  Усред Хладног рата, Франкова влада је искористила Кубалино бекство на Запад као пропаганду и од њега је направљен успешан филм, „Звезде траже мир”, у којем су Кубала и Самитиер играли себе.

### Барселона
Кубала је потписао за Барселону 15. јуна 1950. године, а као део уговора, Фердинанд Даучик је такође постао тренер Барселоне. Међутим, забрана изречена Кубали је и даље била на снази и он је дебитовао у Ла Лиги тек 1951. Дозвољено му је да игра пријатељске утакмице, а у две узастопне утакмице против Франкфурт С.Ф., које је Барселона добила резултатом 4 : 1 и 10 : 4, постигао је шест голова и асистирао на још пет. Такође је играо у Копа дел Генералисимо и помогао клубу да освоји трофеј за 1951. годину.
У својој првој сезони Ла Лиге, 1951/52, Кубала је постигао 26 голова у 19 утакмица. То је укључивало 7 голова у победи над Спортингом из Хихона резултатом 9 : 0, пет против Селте Виго и хет-трикове против Севиље и Расинг Сантандера. Његових седам голова против Хихона остаје рекорд за највише голова постигнутих на једном мечу у Ла Лиги. Такође је постигао гол у финалу Купа генералисимо када је Барселона победила Валенсију са 4 : 2. Ова сезона се показала као једна од најуспешнијих у клубу. Тренер Даучик и Кубала, заједно са играчима као што су Емилио Алдекоа, Веласко, Жоан Сегара и Рамалетс, инспирисали су тим да освоји пет трофеја, укључујући Ла Лигу, Куп Генералисимо, Латински куп и Копа Ева Дуарте. Кубала је пропустио већи део сезоне 1952/53 након што је оболео од туберкулозе, што је претило да прекине његову играчку каријеру. Међутим, он се чудесно опоравио и вратио се да помогне Барселони да задржи и Ла Лигу и Куп генералисимо. Такође је поново постигао гол у победи у финалу Купа, победивши Атлетик Билбао резултатом 2 : 1. Током свог боравка са Барселоном, постигао је укупно 14 хет-трикова.
Године 1958. Кубала је убедио двојицу мађарских избеглица Шандора Кочиша и Золтана Цибора да му се придруже у Барселони. Заједно са младим Луисом Суарезом и Еваристом, чинили су језгро тима који је освојио дуплу круну у Ла Лиги/Купу генералисимо 1959. и Ла Лига/Куп сајамских градова 1960. Међутим, Кубала се нашао у немилости код тренера Хелениа Ерере и изгубио место у тиму. Као резултат тога, пропустио је полуфинале Европског купа 1960. против Реал Мадрида које је Барселона изгубила укупним резултатом 6 : 2. Резултат је довео до тога да је Ерера изгубио посао и Кубала се вратио у тим. На Европском купу 1961. Барселона је постала први клуб који је победио Реал Мадрид у такмичењу. Инспирисани Кубалом, победили су укупним резултатом 4 : 3, а затим су стигли до финала где су изгубили од Бенфике са 2 : 3. Кубала се накратко повукао као играч 1961. и у почетку је постао тренер младих у Барселони, пре него што је постао тренер сениорског тима за сезону 1962/63. Међутим, након што је изгубио утакмицу у Купу сајамских градова од Црвене звезде из Београда, отпуштен је. У лето 1963. играо је у иностранству у Професионалној фудбалској лиги Источне Канаде са Торонто Ситијем.

## Репрезентација
Кубала је играо за три националне репрезентације Чехословачку, Мађарску и Шпанију. Док је играо за ШК Слован из Братиславе, наступио је на шест утакмица и постигао четири гола за Чехословачку између 1946. и 1947. По повратку у Будимпешту 1948. одиграо је три утакмице за Мађарску, али није постигао гол. Након што је добио шпанско држављанство, Кубала је играо 19 пута и постигао 11 голова за Шпанију између 1953. и 1961. године, био је један од мале групе која је играла за ту земљу која је рођена ван Шпаније. Врхунац његове међународне каријере био је хет-трик за Шпанију против Турске у победи од 3 : 0 у новембру 1957.. Упркос томе што је играо за три земље, Кубала никада није играо у финалу великог међународног турнира. Био је укључен у репрезентацију Шпаније за Светско првенство 1962, али заједно са Алфредом Ди Стефаном није играо због повреде.
Осим што је играо за три репрезентације, Кубала је такође играо и за „Европу XI” и за „Каталонију XI”. Дана 21. октобра 1953. Енглеска је играла против Европе XI на стадиону Вембли на прослави 90. годишњице Фудбалског савеза, а Кубала је постигао два гола у нерешеном резултату 4 : 4. Такође је одиграо четири утакмице и постигао четири гола за каталонски XI. Дана 26. јануара 1955, у утакмици против Болоње у Лес Кортсу, придружио му се гостујући играч Алфредо Ди Стефано; Каталонија XI је победила 6 : 2 са два гола Кубале и једним голом Ди Стефана. Његова последња утакмица за каталонски XI био је његов јавни опроштај 4. марта 1993. на стадиону Монтжуик против интернационала XI. Првих десет минута утакмице одиграо је са 65 година.

## Тренер
Након што је напустио Барселону, Кубала је прихватио уговор као играч-тренер са Еспањолом и удружио се са Алфредом Ди Стефаном. Године 1966. придружио се Цириху, поново као играч-тренер, и последњи пут наступио у утакмици Европског купа против коначног победника такмичења, Селтика. Године 1967. Кубала је отишао у Канаду, где је у Торонто Фалконсу уживао у породичном окупљању са својим тастом, Фердинандом Даучиком, његовим зетом Јанком Даучиком и својим сином Бранком. Наступио је на 19 утакмица за Торонто и постигао пет голова.
Крајем 1968. вратио се у Ла Лигу, а након кратког боравка у Кордоби, постао је селектор репрезентације Шпаније. Кубала је окончао једанаестогодишње одсуство тима са Светског првенства када је одвео тим на Светско првенство 1978. године, али није могао да их води кроз групну фазу првог кола. Исто је било на Еуру 80, где су поново елиминисани у првом колу.
Године 1980. вратио се у Барселону као менаџер на други кратки период пре него што се преселио у Саудијску Арабију где је управљао Ал-Хилалом. Касније је управљао још три клуба из Ла Лиге, укључујући Малагу, коју је водио до титуле у Сегунда Дивисион 1988. Његова последња тренерска позиција била је у Парагвају 1995. године.

### Утакмице за репрезентације
| Репрезентација    | Година            | Ута. | Голова |
| ----------------- | ----------------- | ---- | ------ |
| Чехословачка      | 1946              | 1    | 0      |
| Чехословачка      | 1947              | 5    | 4      |
| Чехословачка      | Укупно            | 6    | 4      |
| Мађарска          | 1948              | 3    | 0      |
| Мађарска          | Укупно            | 3    | 0      |
| Шпанија           | 1953              | 3    | 1      |
| Шпанија           | 1954              | 1    | 0      |
| Шпанија           | 1955              | 2    | 0      |
| Шпанија           | 1956              | 4    | 4      |
| Шпанија           | 1957              | 2    | 4      |
| Шпанија           | 1958              | 3    | 2      |
| Шпанија           | 1959              | 3    | 0      |
| Шпанија           | 1960              | 0    | 0      |
| Шпанија           | 1961              | 1    | 0      |
| Шпанија           | Укупно            | 19   | 11     |
| Укупно у каријери | Укупно у каријери | 28   | 15     |

## Достигнућа

### Играч
Барселона
- Ла Лига шампион: 1951/52, 1952/53, 1958/59, 1959/60
- Куп Шпаније у фудбалу првак: 1951, 1952, 1953, 1957, 1959.
- Куп сајамских градова: 1955/58, 1958/60.
- Латински куп: 1952
- Куп Еве Дуарте: 1952, 1953
- УЕФА Лига шампиона финалиста: 1960/61

Појединачно
- Златна лопта: пето место 1957.

### Тренер
Малага
- Друга лига Шпаније у фудбалу: 1987/88.